# أنتوني ميلر (لاعب كرة قدم أمريكية مواليد 1994)
أنتوني ميلر (بالإنجليزية: Anthony Miller)‏ هو لاعب كرة قدم أمريكية أمريكي، ولد في 9 أكتوبر 1994 في ممفيس في الولايات المتحدة.

## وصلات خارجية
- أنتوني ميلر على موقع مرجع كرة القدم المحترفة.كوم (الإنجليزية)